# Ветеран (вулкан)
Ветеран (вьет. Veteran) — вулкан в юго-восточном Вьетнаме в провинции Биньтхуан, в районе расположенного в Южно-Китайском море острова Фукуй (вьет. Đảo Phú Quý), также известного как остров Тху (вьет. cù lao Thu) или остров Кхоайсы (вьет. cù lao Khoai Xứ). Является подводным вулканом, находится в 150 км к востоку от побережья. Впервые о вулканической активности сообщалось в 1882 году. Обнаруженный в 1880 году риф исчез спустя 2 года, видимо вследствие вулканической деятельности. Фумарольная активность была заметна на поверхности в 1928 году. Вулкан находится вдоль линеаметнов, которые являются следствием движения Австралийской плиты.